# Menzies Campbell
Walter Menzies Campbell, barone Campbell di Pittenweem, noto anche come Ming Campbell (Glasgow, 22 maggio 1941), è un politico britannico.
Ha fatto parte della Camera dei comuni per i Liberal-Democratici (LibDems) e leader politico di questo partito fino al 15 ottobre 2007. Dal 13 ottobre 2015 fa parte della Camera dei lord come lord temporale. Ha dichiarato che crede che la Camera dei lord dovrebbe essere "principalmente eletta" e continuerà a promuovere questa idea "all'interno della Camera stessa".

## Biografia

### Carriera politica
Campbell è stato per qualche tempo presidente della sezione scozzese dei "LibDems". Nel 1987 è stato eletto alla Camera dei comuni come delegato dell'area del consiglio scozzese di Fife. Nel 1992 diventa portavoce degli Affari Esteri e della Difesa. Nel 2000 è stato uno dei dodici candidati a diventare presidente della Camera dei comuni britannica.
Nel 2002 gli è stata diagnosticata una forma di cancro. Per questo ha dovuto sottoporsi a chemioterapia intensiva.
Per quanto riguarda la partecipazione britannica alla guerra in Iraq, alla quale il suo partito, a differenza di laburisti e conservatori, era completamente contrario, Campbell ha affermato: "Da più di 60 anni siamo impegnati in un rapporto intimo e gratificante con gli Stati Uniti ... I nostri due paesi storicamente sono legati insieme da valori ed esperienze comuni. Ma il nostro rapporto dovrebbe essere un rapporto di collaborazione matura, non di indebito rispetto".

### Leader dei Liberal Democratici
Il 7 gennaio 2006, Campbell è diventato il leader ad interim dei Liberal-Democratici. Nelle elezioni della leadership liberaldemocratica del 2 marzo 2006, ha vinto con il 57% dei voti. Nell'ottobre 2007 è diventato chiaro che il nuovo primo ministro laburista Gordon Brown non avrebbe indetto elezioni anticipate; questo è stato il fattore decisivo per i liberaldemocratici per cercare un altro leader. Il 15 ottobre gli successe (di nuovo ad interim) Vince Cable.

### Vita privata
Mentre studiava all'università, Menzies Campbell è stato un corridore sprint di successo. Tra l'altro, ha partecipato ai Giochi Olimpici del 1964 a Tokyo. Con la staffetta 4 x 100 metri è riuscito a raggiungere la finale, in cui la squadra britannica è arrivata ottava e ultima in 39,6 secondi. Nei 200 m è stato eliminato al secondo turno. Ha anche detenuto il record britannico nei 100 m tra il 1967 e il 1974.
Prima del suo impegno in politica, Campbell era un importante avvocato. È sposato con Elspeth Campbell, la figlia dell'ufficiale dell'esercito britannico Robert Urquhart, che ha guidato l'operazione Market Garden, tra le altre cose.